# Hearts on Fire (canción de Cut Copy)
Hearts on Fire es una canción de la banda australiana de música electrónica Cut Copy, lanzada en 2007 como sencillo principal de su segundo álbum de estudio, In Ghost Colors (2008). El coro de la canción contiene una pequeña muestra vocal de "Waiting For Tonight" de Jennifer Lopez. Una versión reeditada de la canción, producida por Tim Goldsworthy, fue lanzada el 5 de julio de 2008 y sirvió como versión del álbum. Pitchfork Media nombró a "Hearts on Fire" como la séptima mejor pista de 2008.

## Video musical
El vídeo musical, dirigido por Nagi Noda y rodado en Japón, retrata a un líder enamorado, Dan Whitford, que sufre una ruptura. Lo sigue constantemente una nube de lluvia que cuelga sobre su cabeza, la cual representa su tristeza. Con el paso del tiempo (como lo demuestra el crecimiento de su perro), finalmente deja ir el dolor y continúa su vida sin que la lluvia lo persiga, hasta el final del video en el que se topa con su exnovia, provocando la lluvia para reanudar.

## Lista de canciones
- EP australiano de iTunes (2007)[6]

1. "Hearts on Fire" – 5:36
2. "Hearts on Fire" (Joakim Remix) – 8:54

- Sencillo australiano de 12"[7]

A. "Hearts on Fire" – 5:32
B. "Hearts on Fire" (Joakim Remix) – 8:51
- Sencillo de CD de Australia y el Reino Unido[8][9]

1. "Hearts on Fire" (Radio Edit) – 3:40
2. "Hearts on Fire" (Calvin Harris Remix) – 5:39
3. "Hearts on Fire" (Midnight Juggernauts Remix) – 4:30
4. "Hearts on Fire" (Knightlife Remix) – 4:24
5. "Hearts on Fire" (video)

- EP australiano de iTunes (2008)[10]

1. "Hearts on Fire" – 4:52
2. "Hearts on Fire" (Calvin Harris Remix) – 5:39
3. "Hearts on Fire" (Midnight Juggernauts Remix) – 4:30
4. "Hearts on Fire" (Knightlife Remix) – 4:24
5. "Hearts on Fire" (J.P. Shilo Version) – 5:39

- EP de iTunes del Reino Unido[11]

1. "Hearts on Fire" – 4:54
2. "Hearts on Fire" (Radio Edit) – 3:38
3. "Hearts on Fire" (Calvin Harris Remix) – 5:39
4. "Hearts on Fire" (Midnight Juggernauts Remix) – 4:30
5. "Hearts on Fire" (Knightlife Remix) – 4:24
6. "Hearts on Fire" (Holy Ghost! Remix) – 8:34
7. "Hearts on Fire" (JP Shilo Version) – 5:37

- Sencillo de 12" del Reino Unido[12]

A1. "Hearts on Fire" (Full Length) – 4:52
A2. "Hearts on Fire" (Calvin Harris Remix) – 5:39
B1. "Hearts on Fire" (Midnight Juggernauts) – 4:30
B2. "Hearts on Fire" (Holy Ghost! Remix) – 8:34

## Personal
Créditos adaptados de notas de una sola línea del CD.
- Cut Copy – producción
- Alter – ilustraciones, diseño
- John Fields – mezcla (versión album)
- Tim Goldsworthy – producción
- Nilesh Patel – masterización

## Gráficas
| Gráfica (2008)                 | Posición máxima |
| ------------------------------ | --------------- |
| Australian Singles Chart       | 98              |
| Australian Dance Singles Chart | 9               |
| Belgian Tip Chart (Flanders)   | 20              |

## Historial de lanzamientos
| Región      | Fecha                   | Discografía | Formato(s)       |
| ----------- | ----------------------- | ----------- | ---------------- |
| Australia   | 26 de mayo de 2007      | Modular     | Sencillo de 12"  |
| Australia   | 9 de junio de 2007      | Modular     | Sencillo digital |
| Australia   | 23 de junio de 2007     | Modular     | EP digital       |
| Australia   | 5 de julio de 2008      | Modular     | CD single        |
| Reino Unido | 7 de septiembre de 2008 | Modular     | EP digital       |
| Reino Unido | 8 de septiembre de 2008 | Modular     | CD single        |